# Miltiades Manno
Pour les articles homonymes, voir Manno.
Miltiades Manno (né le 3 mars 1879 à Pančevo à l'époque en Autriche-Hongrie et aujourd'hui en Serbie, et mort le 16 février 1935) est un athlète hongrois, joueur de football, cycliste, rameur. Il est aussi artiste-peintre et sculpteur.

## Biographie
Manno appartenait à la minorité grecque du pays et son surnom était Milti.
Au cours de la Première guerre mondiale, il a combattu et a été blessé plusieurs fois.

### Sport
Manno s'est illustré dans de nombreux sports.
En 1898, il est champion de cyclisme. 
Entre 1902 et 1906, il est onze fois champion d'aviron. Il est éliminé au 1er tour avec l'équipe de Hongrie d'aviron lors des Jeux olympiques 1912 de Stockholm, puis remporte la médaille d'argent aux Jeux olympiques 1932 à Los Angeles dans la catégorie sculpture.
Au football, il évolue dans le club hongrois du Budapest Torna Club où il inscrit 27 buts en 13 matchs, et finit meilleur buteur du championnat de Hongrie en 1901 et 1902.

### Dessin
Manno a étudié entre autres le dessin en 1907 à l'académie des Beaux-Arts de Munich. 
Il est caricaturiste dans plusieurs journaux de son pays.  
Il peint pour les besoins de l'État sous l'autoritaire hongrois, Miklós Horthy. En tant que caricaturiste dans l'air de son temps, il prête main-forte à l'antisémitisme afin qu'il se diffuse auprès de la population hongroise.

## Galerie

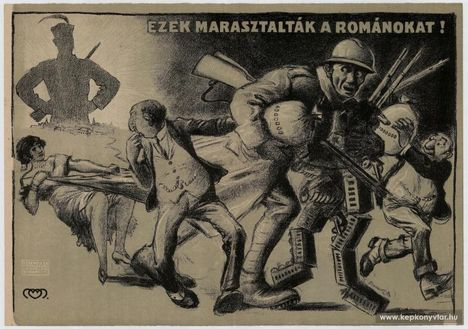
« Ils ont condamné les Roumains », 1919
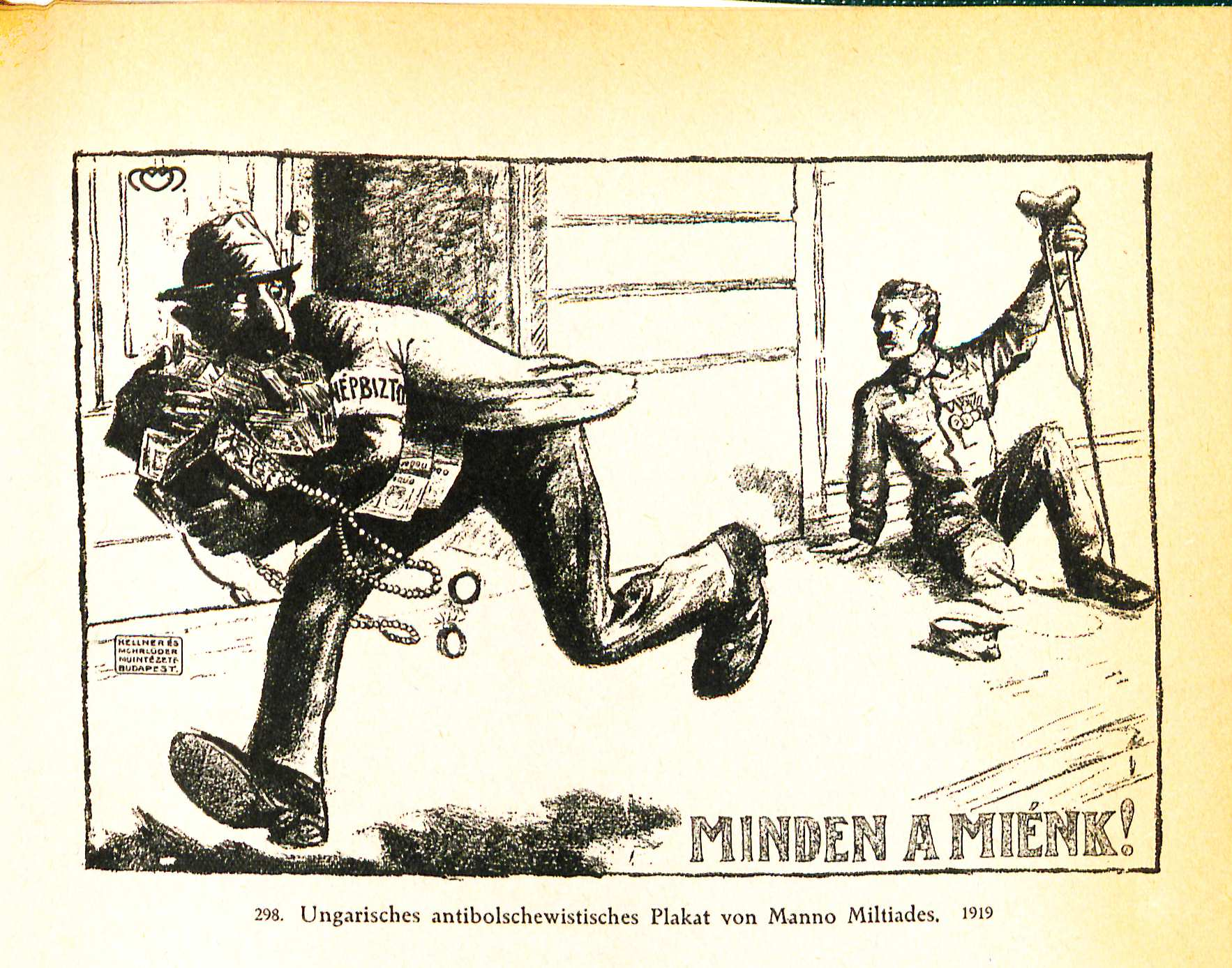
« Tout est à nous ! », 1919
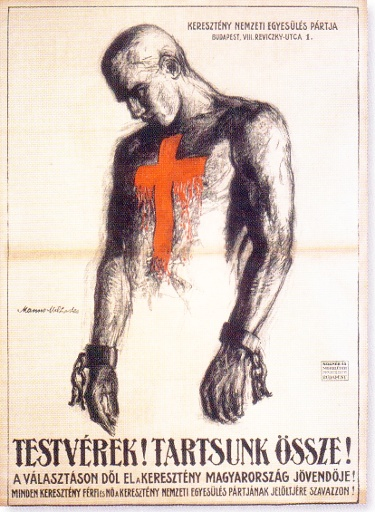
Affiche électorale du Parti de l'Union nationale chrétienne (Knep) de l'élection parlementaire hongroise, 1920
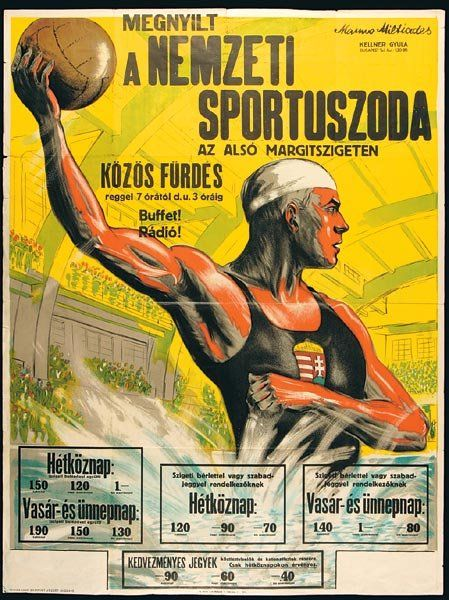
Affiche sportive, 1930
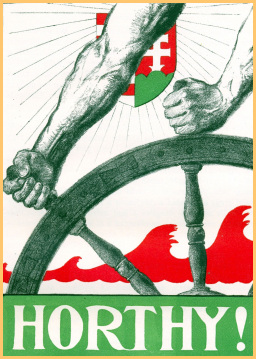
Affiche pour populariser le militaire Miklós Horthy, 1935